# Priam-Pierre du Chalard
Priam-Pierre du Chalard, né en 1590 à Bordeaux, est un officier de marine et diplomate français des XVIe et XVIIe siècles. Conseiller du « Roy Très-Chrétien » Louis XIII, intendant des fortifications de Bourgogne, gouverneur de la tour de Cordouan à l'embouchure de la Gironde, « chef d'escadre des vaisseaux du roi en la coste d'Afrique», et ambassadeur du roi au Maroc. 

## Biographie
Fils d'un membre de la cour du roi de Navarre, Priam-Pierre du Chalard naît en 1590 à Bordeaux, dans une famille originaire du Limousin et de la Marche. 
Homme « de condition et d'un très gentil esprit », il entre dans la Marine royale. Il commande le garde-côtes de Guyenne et deux navires olonnais en 1619. En 1627-1628, il est au siège de La Rochelle pendant les guerres de religion.
Il effectue plusieurs expéditions au large des côtes d'Afrique du nord, en compagnie d'Isaac de Razilly. La première a lieu en 1631, au cours de laquelle il capture quatre navires corsaires, bombarde la ville de Salé et libère 240 esclaves français « desfigurés et décharnés, tous mourant de faim ». Il conclut à cette occasion, le 14 septembre 1631, un traité de paix entre le roi de France et le roi de Maroc, le sultan Moulay al-Walid.
En 1635, il commande une nouvelle expédition, à la tête de deux petits vaisseaux et d'une patache, signe un troisième traité avec les Salétins le 18 juillet 1635, et leur rachète 215 esclaves chrétiens.
Il épouse Élisabeth Le Prévost de La Coutelaye (1615-1690). Celle-ci est la sœur de la mère de Louise de La Vallière, Françoise Le Provost. Au décès du père de Louise, Priam-Pierre est au conseil de famille afin de nommer le curateur.

## Sources et bibliographie
- Théophraste Renaudot, Gazette de France, vol. 2, Paris, 1767 (lire en ligne)